# Chồn thông châu Mỹ
Chồn thông châu Mỹ (Martes americana) là một loài động vật có vú thuộc họ Chồn ở Bắc Mỹ. Chúng sinh sống trên khắp Canada, Alaska và các vùng phía bắc Hoa Kỳ. Đây là một loài chồn có thân dài, mảnh mai, với bộ lông có màu từ vàng nâu đến gần đen. Chúng có thể bị nhầm lẫn với chồn cá (Pekania pennanti), nhưng chồn thông châu Mỹ có kích thước nhỏ hơn và màu sáng hơn. Nhận dạng của loài dễ dàng hơn nhờ một chiếc yếm đặc trưng có màu sắc khác biệt với cơ thể. Dị hình giới tính rõ rệt, với con đực lớn hơn nhiều. Loài này được Turton mô tả vào năm 1806.

## Phân loại
14 phân loài đã được công nhận. Hai nhóm phân loài đã được công nhận dựa trên lịch sử hóa thạch, phân tích sọ não và phân tích DNA ty thể. Không có phân loài nào có thể phân tách được dựa trên hình thái học và phân loại phân loài thường bị bỏ qua ngoại trừ liên quan đến các vấn đề bảo tồn tập trung xung quanh phân loài hơn là phạm vi.
Nhóm phân loài Martes americana americana:
- M. a. abieticola (Preble)
- M. a. abietinoides (Gray)
- M. a. actuosa (Osgood)
- M. a. americana (Turton)
- M. a. atrata (Bangs)
- M. a. brumalis (Bangs)
- M. a. kenaiensis (Elliot)

Nhóm phân loài Martes americana caurina:
- M. a. caurina (Merriam)
- M. a. humboldtensis (Grinnell and Dixon)
- M. a. nesophila (Osgood)
- M. a. origenes (Rhoads)
- M. a. sierrae (Grinnell and Storer)
- M. a. vancouverensis (Grinnell and Dixon)
- M. a. vulpina (Rafinesque)

## Phân bố và môi trường sống
Chồn thông châu Mỹ phân bố rộng rãi ở miền bắc Bắc Mỹ. Từ Bắc vào Nam phạm vi của loài này kéo dài từ hạn phía bắc của dãy cây ở Bắc cực Alaska và Canada tới miền bắc New Mexico. Từ đông sang tây phạm vi phân bố của loài này kéo dài từ Newfoundland và tây nam đến quận Napa, California. Tại Canada và Alaska, phạm vi phân bố rộng lớn và liên tục. Ở miền Tây Hoa Kỳ, phạm vi loài này được giới hạn đến những dãy núi cung cấp môi trường sống ưa thích. Theo thời gian, sự phân bố của loài này đã thu gọn lại và mở rộng trong khu vực, với sự tuyệt chủng cục bộ và tái lập thành công xảy ra tại khu vực Ngũ Đại hồ và một số khu vực của vùng Đông Bắc Mỹ. Chúng đã được đưa vào lại trong một số lĩnh vực tuyệt chủng đã xảy ra.
Loài chồn này sinh sống ở các khu rừng lá kim hoặc rừng hỗn hợp ở Alaska và Canada, và về phía nam đến Bắc New England về phía nam New England và thông qua dãy núi Rocky và Sierra Nevada. Một nhóm nhỏ của loài chồn này sinh sống ở trung Tây Minnesota và Wisconsin. Sự mắc bẫy và hủy hoại môi trường sống đã làm giảm số lượng quần thể của loài này. Phân loài Newfoundland của loài này (Martes americana atrata) được xem là loài nguy cấp.

## Hình ảnh

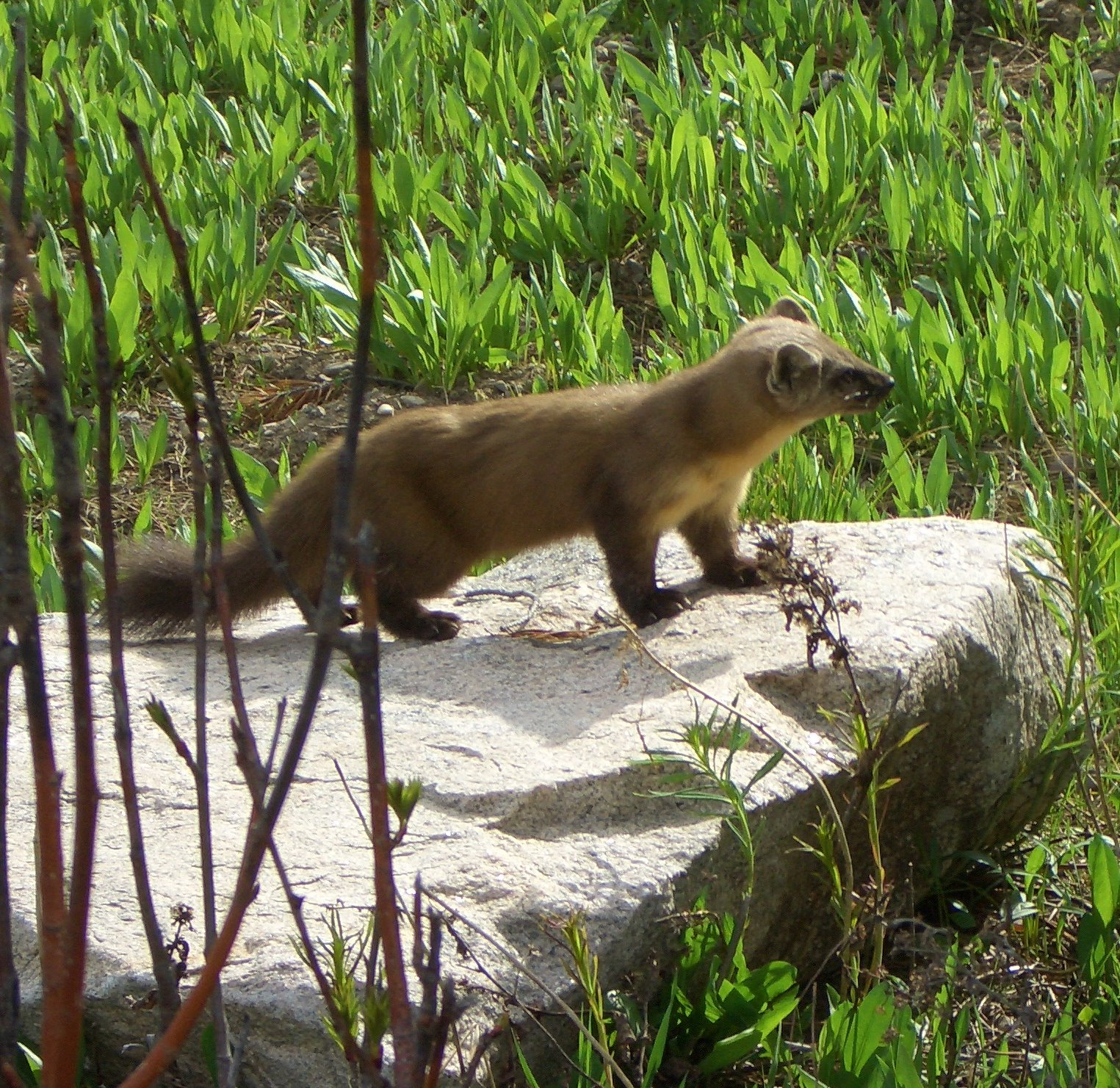
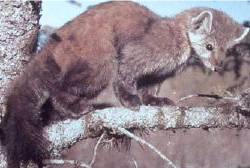
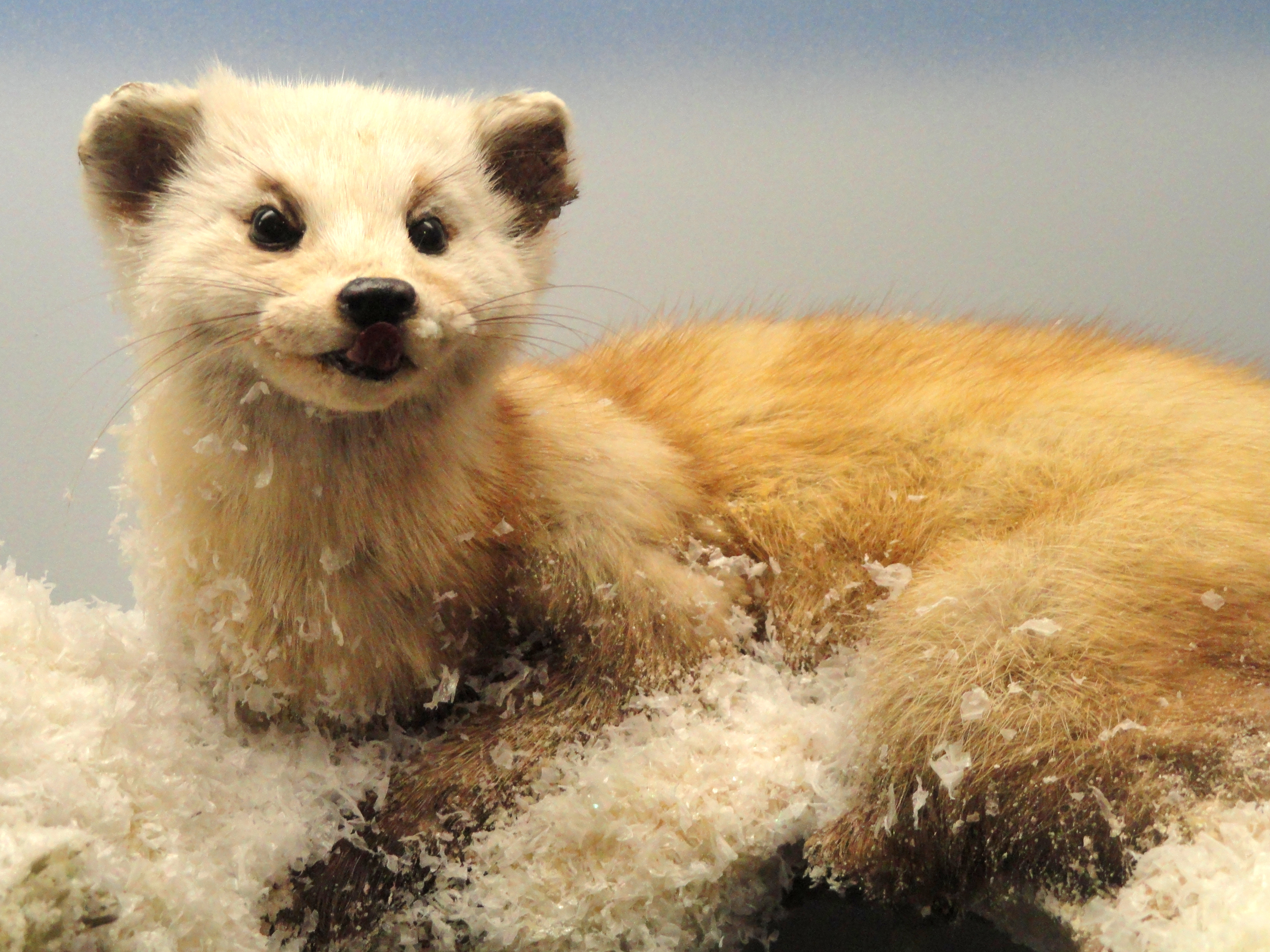
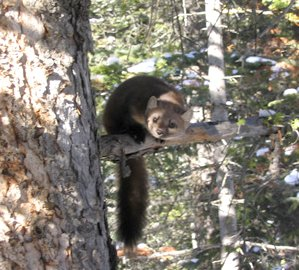